# コプリフシティツァ
座標: 北緯42度38分 東経24度21分 / 北緯42.633度 東経24.350度

コプリフシティツァ
Копривщицаコプリフシティツァ ブルガリア内のコプリフシティツァの位置

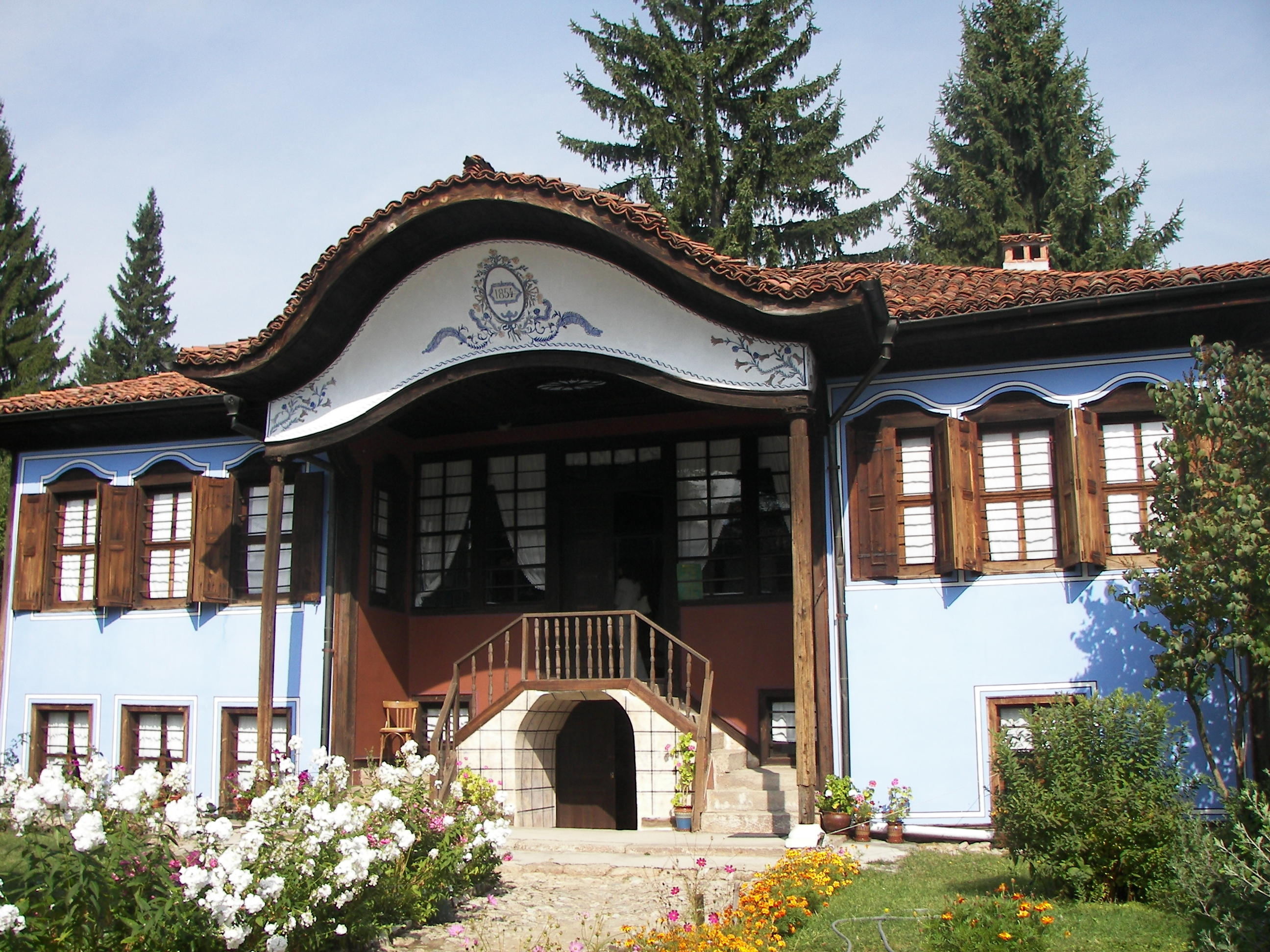
19世紀中期の家屋、リュトフ邸。

コプリフシティツァ（ブルガリア語: Копрѝвщица / Koprivshtitsa、[koˈprifʃtit͡sɐ]）は、ブルガリア西部にある自治体、およびそれを中心とした基礎自治体である。ソフィア州に属する。その名前はイラクサを意味するブルガリア語の「ブルガリア語: коприва / kopriva」に由来する。スレドナ・ゴラ山脈の中、トポルニツァ川沿いに位置する。1876年の4月蜂起の中心となった町の一つであり、現在では歴史的なブルガリアの建造物が残され民族音楽祭が開催される観光地となっている。
コプリフシティツァは、19世紀のブルガリア民族復興期時代の特色をよく残した町である。町はソフィアの東111キロメートル程度に位置する山岳地帯の中にある。全部で383件ある建物のほとんどは、修復によりかつての姿を保っている。武器や民族復興期の芸術作品、工芸品、織物、刺繍、民族衣装、宝物など、当時のブルガリア人の民族誌学的な遺物も数多く保存されている。また、1876年にオスマン帝国の支配に対する抵抗として始まった4月蜂起の、最初の引き金となった町である。
1965年以降、ブルガリア民族祭がほぼ毎年この地で開催されるようになり、多くの音楽家や工芸家などがブルガリア各地から集まる。民族祭では町を取り巻く牧歌的な丘陵地帯を背景に数多くのアーティストのパフォーマンスが繰り広げられる。コプリフシティツァの民族祭ではアマチュアの音楽家にとって注目を惹きつける数少ない機会であり、共産主義時代には数多くの民族音楽作品がこの地で収録され、バルカントンより発売されている。
2012年9月時点での居住者数は2405人であった。標高は1030メートルの丘陵地帯にある。

## 町村
コプリフシティツァ基礎自治体（Община Копривщица）は、コプリフシティツァのみにより構成される。

## 主な建造物

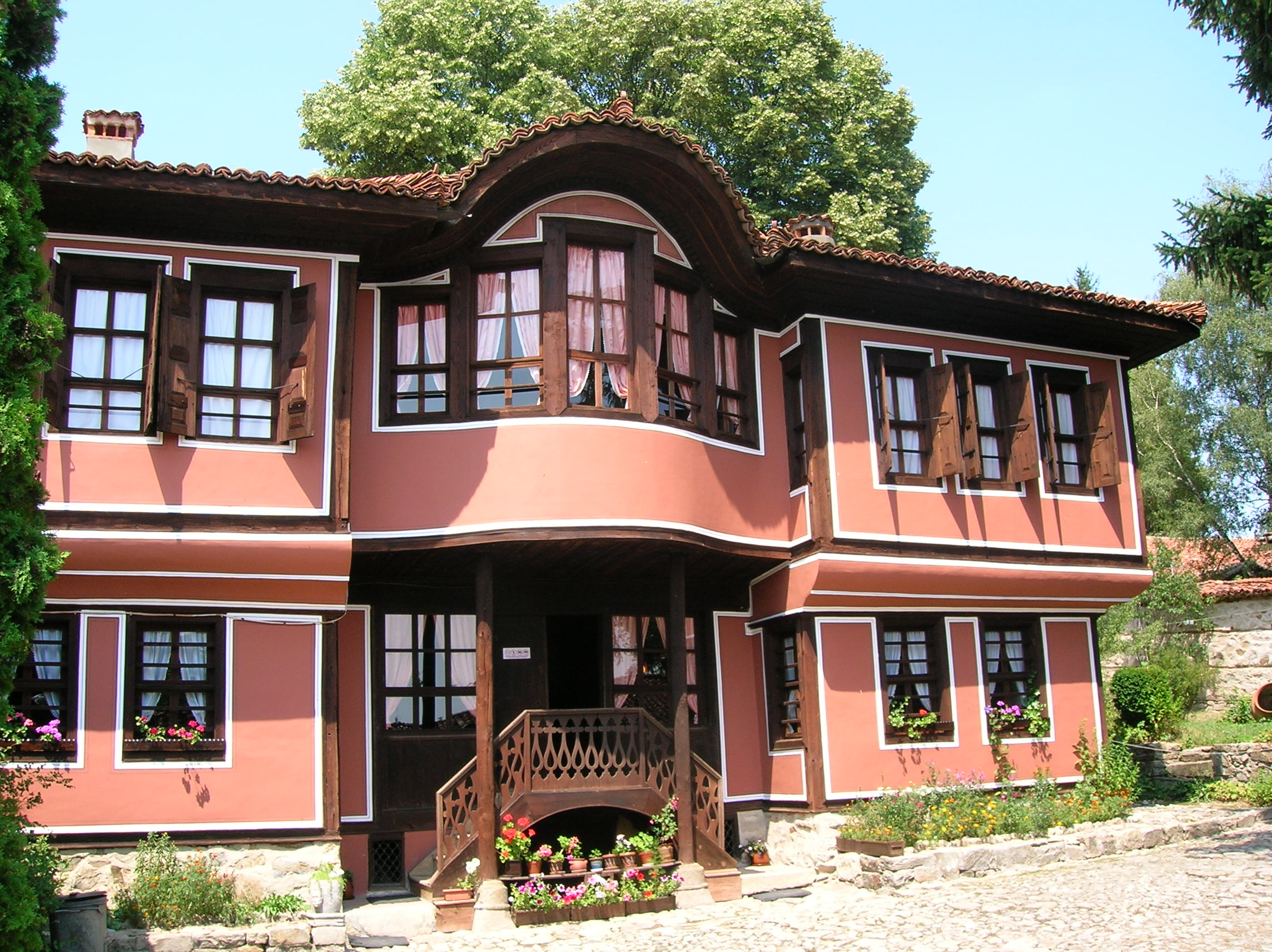
トドル・カブレシコフ邸。

- オスレコフ邸（1853年 - 1856年）、現在は博物館。
- ゲオルギ・ベンコフスキ（英語版）邸（1831年）
- リュベン・カラヴェロフ邸（1810年 - 1835年）
- ディムチョ・デベリャノフ（英語版）邸（1830年）
- トドル・カブレシコフ（英語版）邸（1845年）
- リュトフ邸（1854年）
- ナイデン・ゲロフ（英語版）邸
- 生神女就寝祭聖堂（1817年）
- 聖ニコライ聖堂（1839年）
- 4月蜂起殉死者の遺骨を収める納骨堂（1926年）
- 1873年4月蜂起の最初の引き金が引かれた石橋、カラチェフ橋（1813年）
- パジ・ネンチョ・パラヴェエフ・チタリシテ（英語版）（1869年）
- 聖キリル・メフォディイ学校（1837年）
- 手工芸通り

## ギャラリー

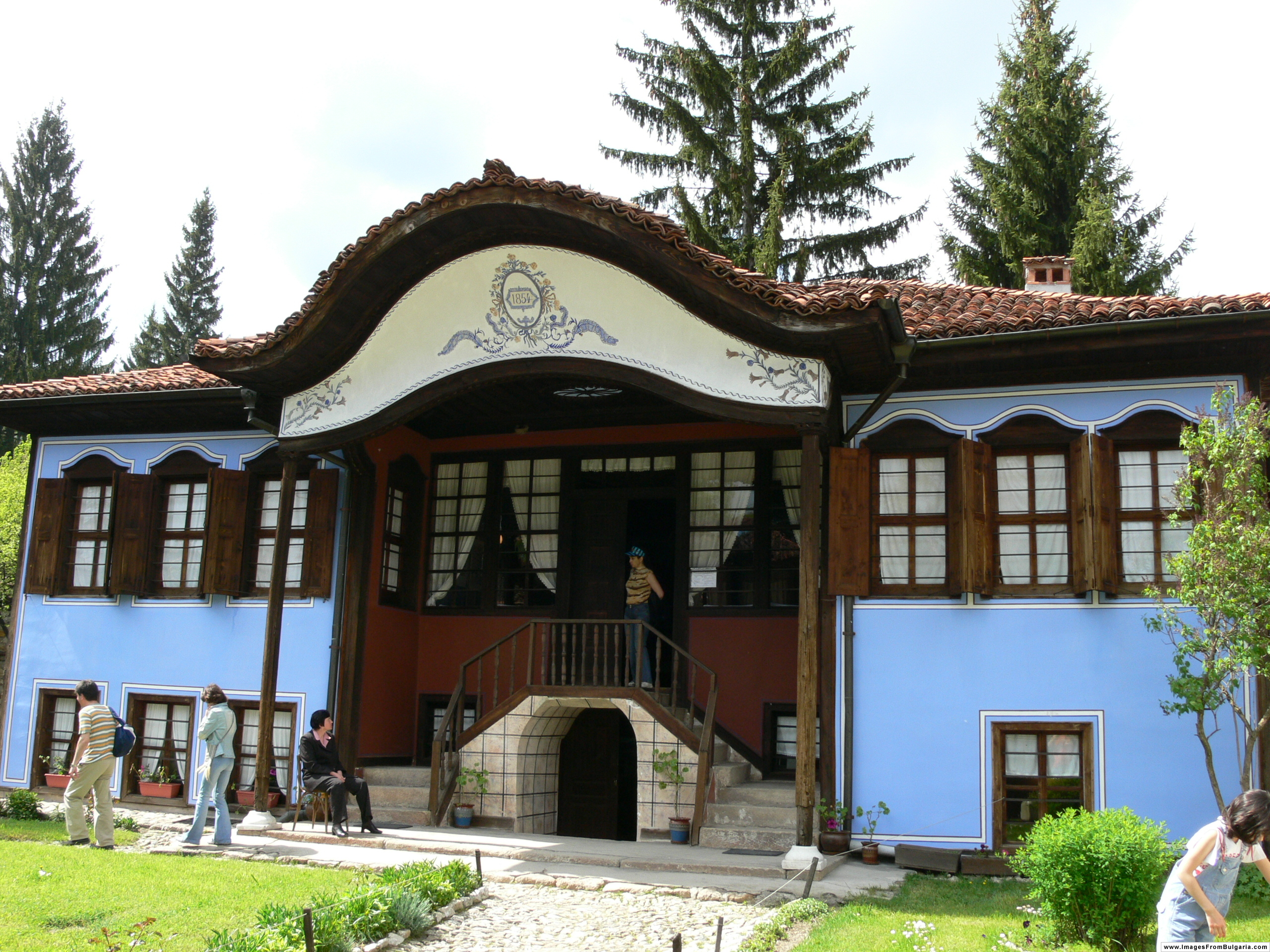
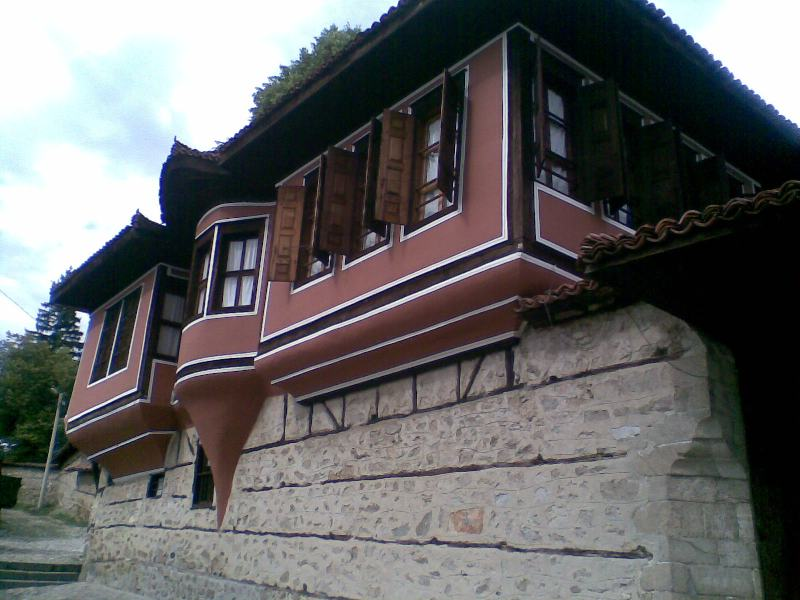
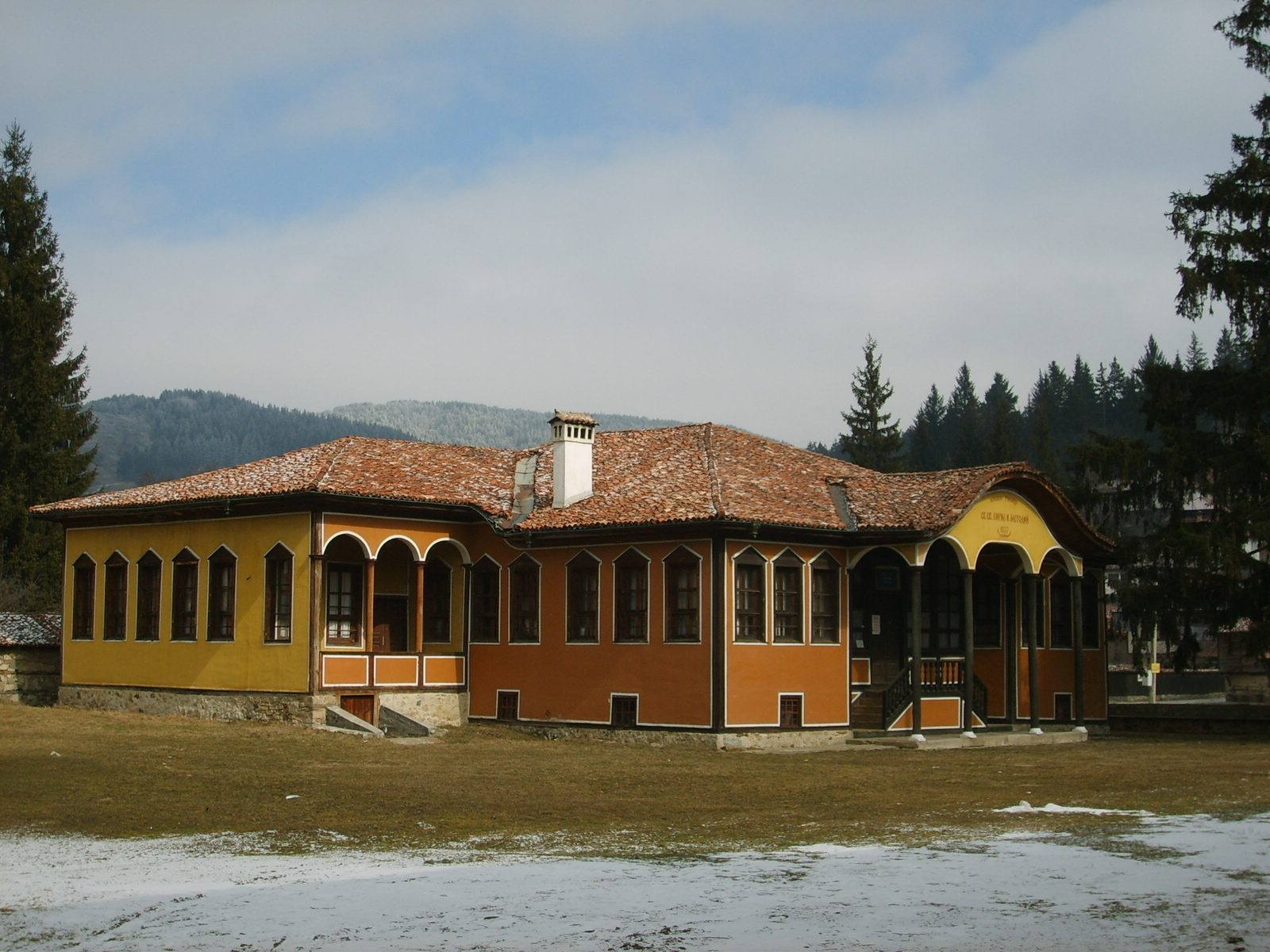
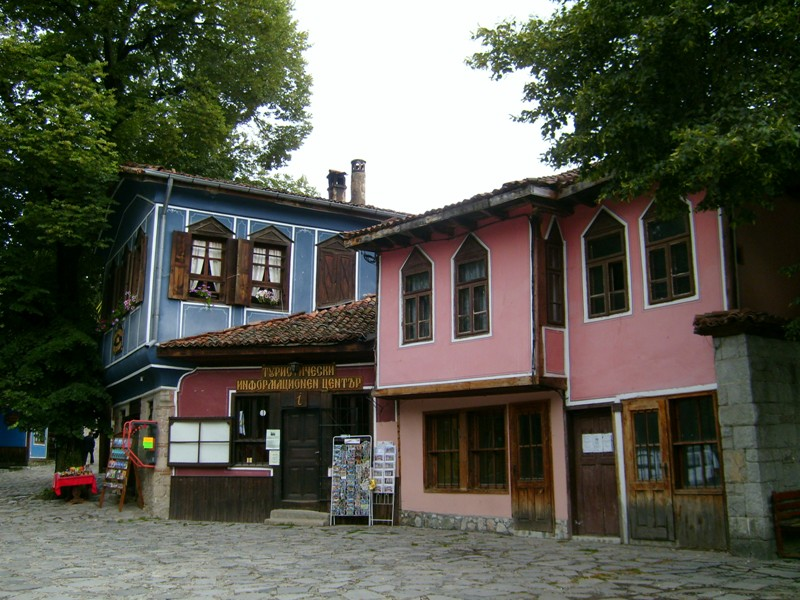
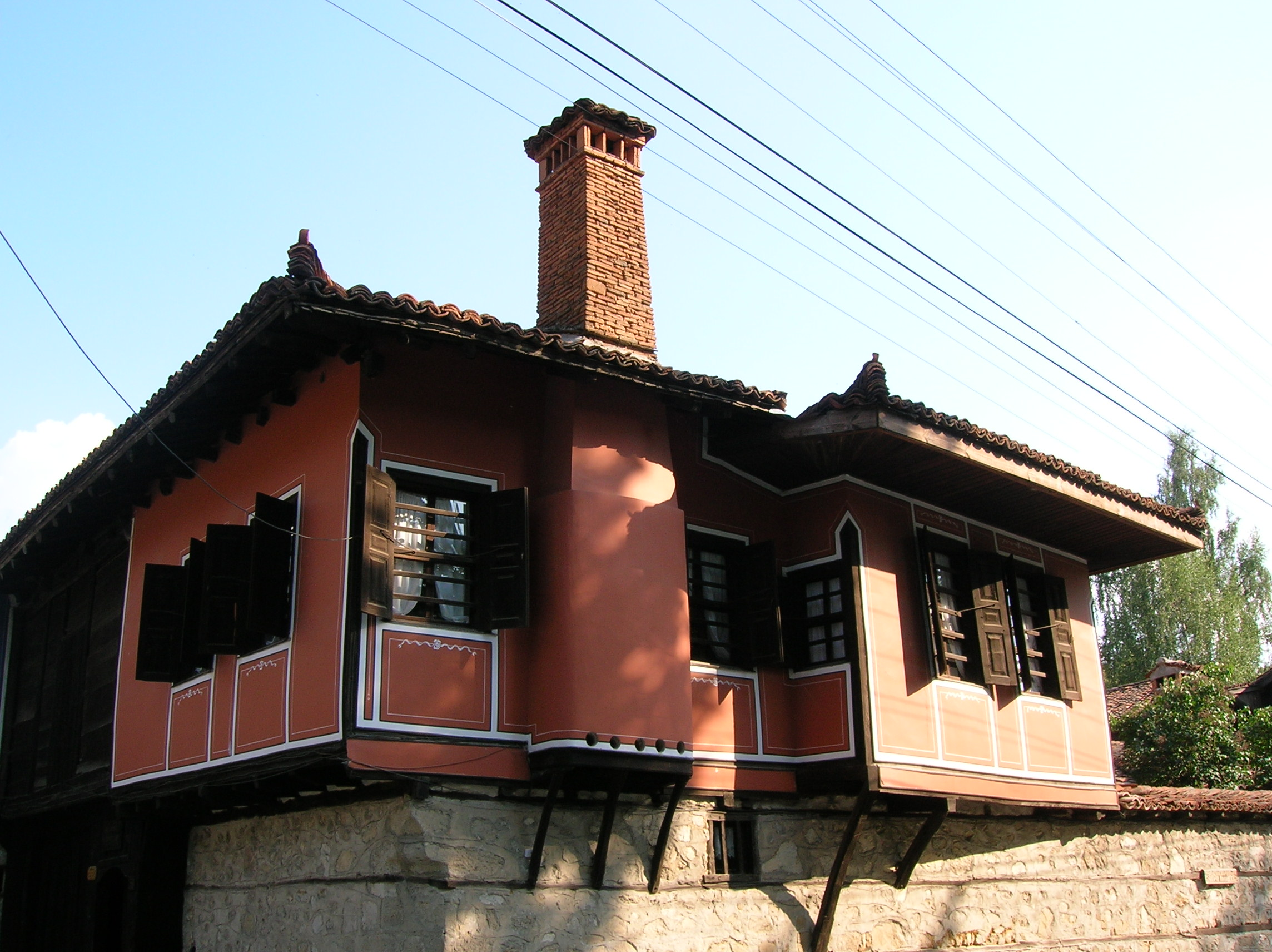
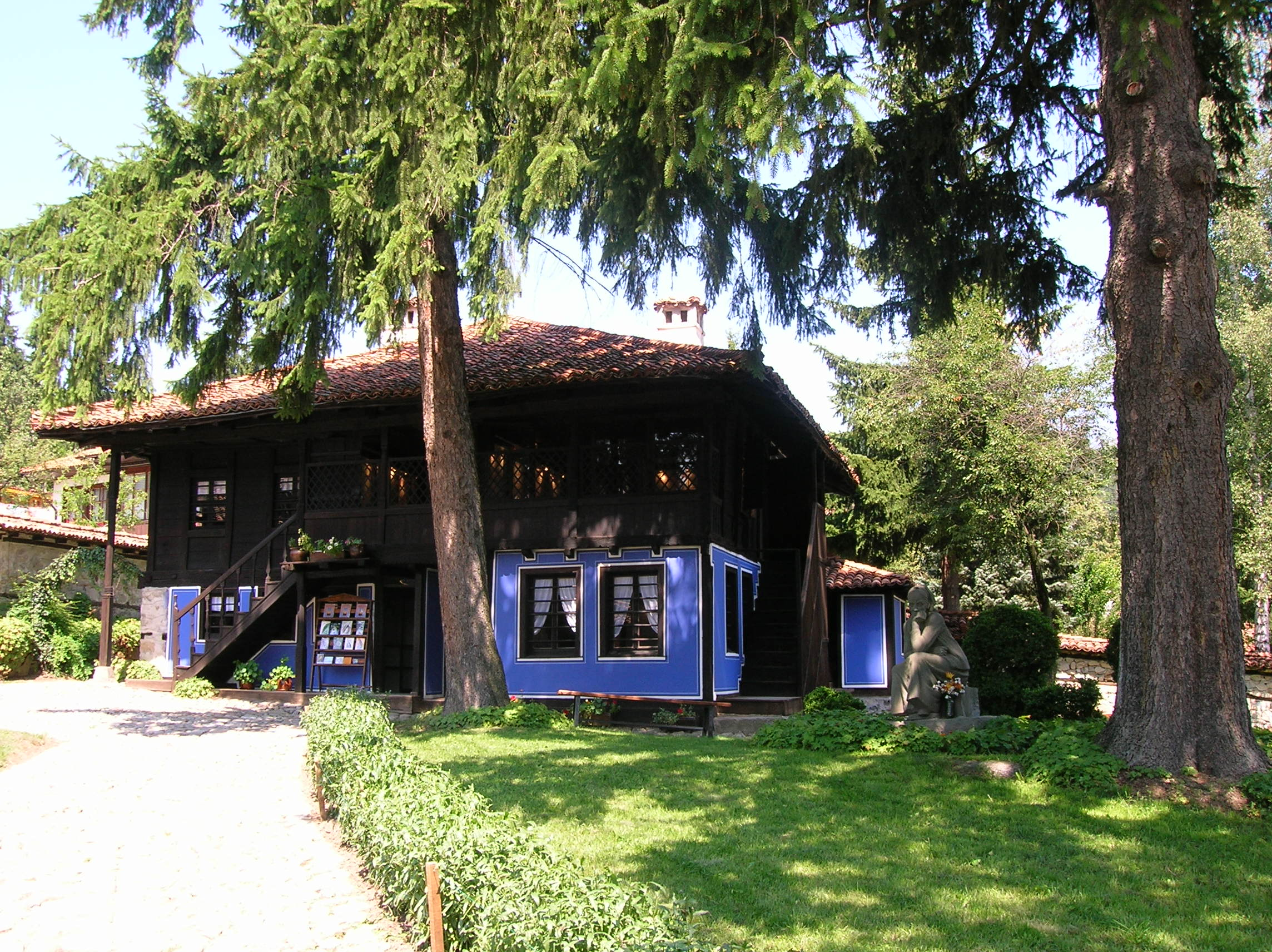
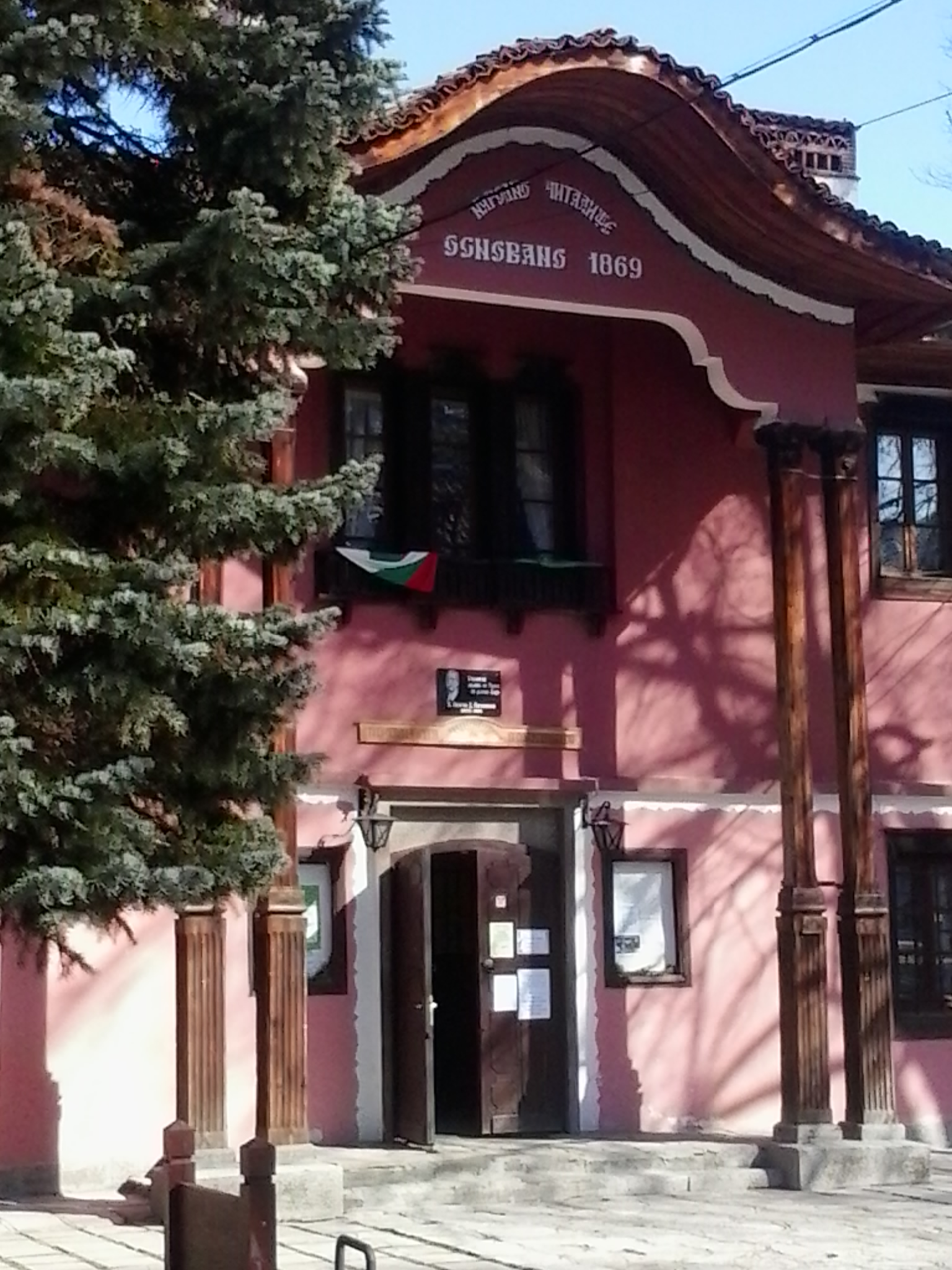
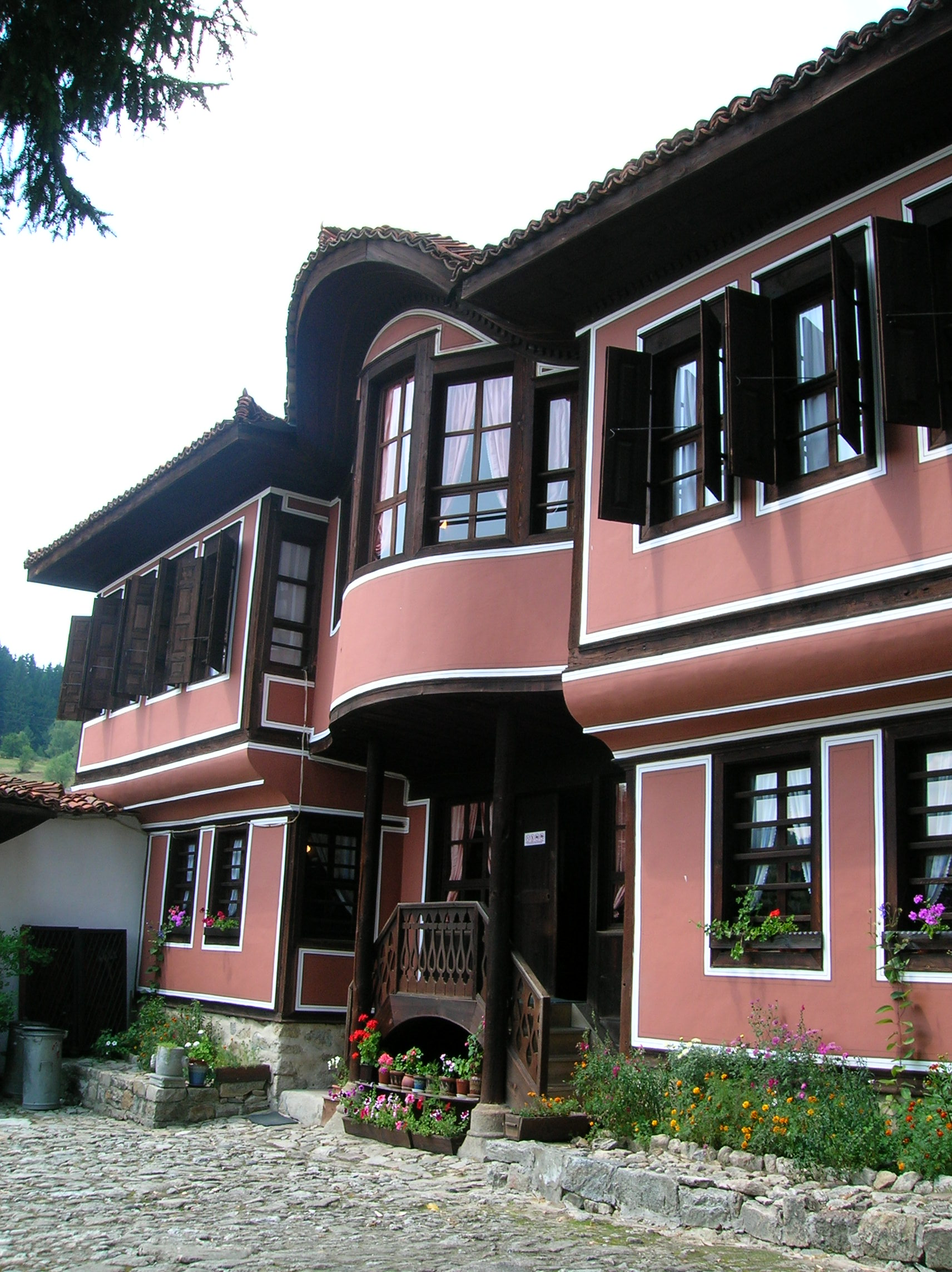
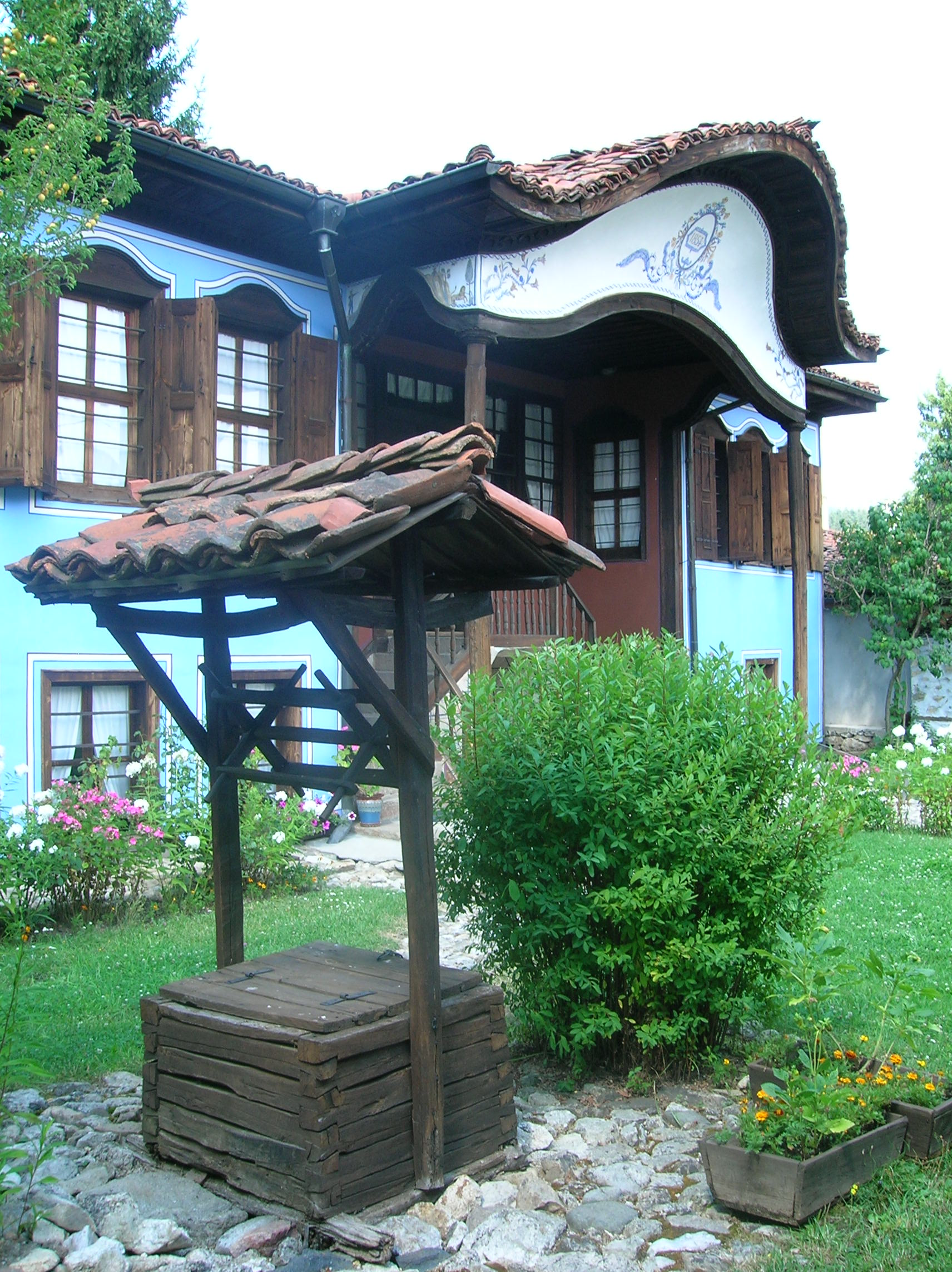
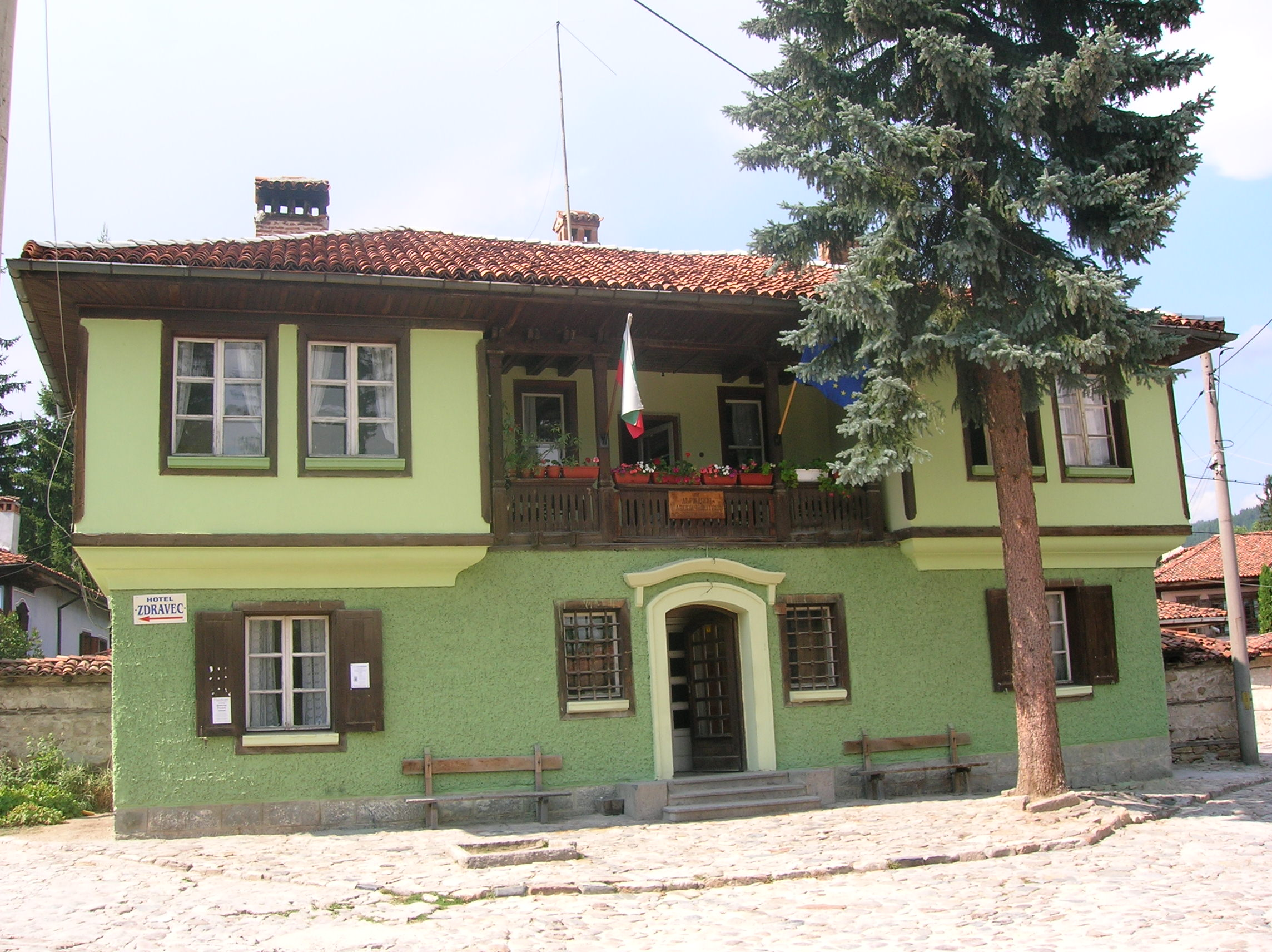
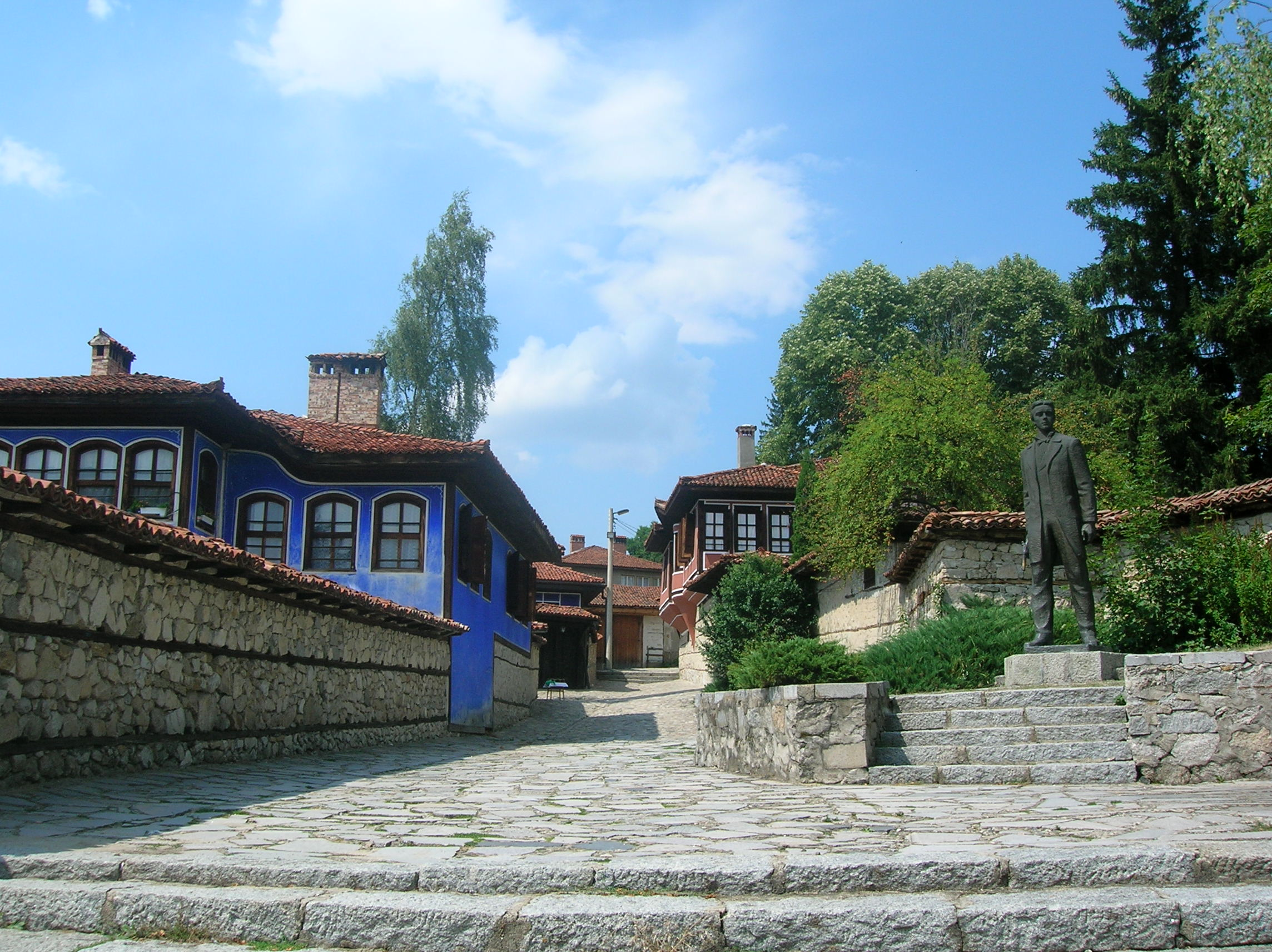
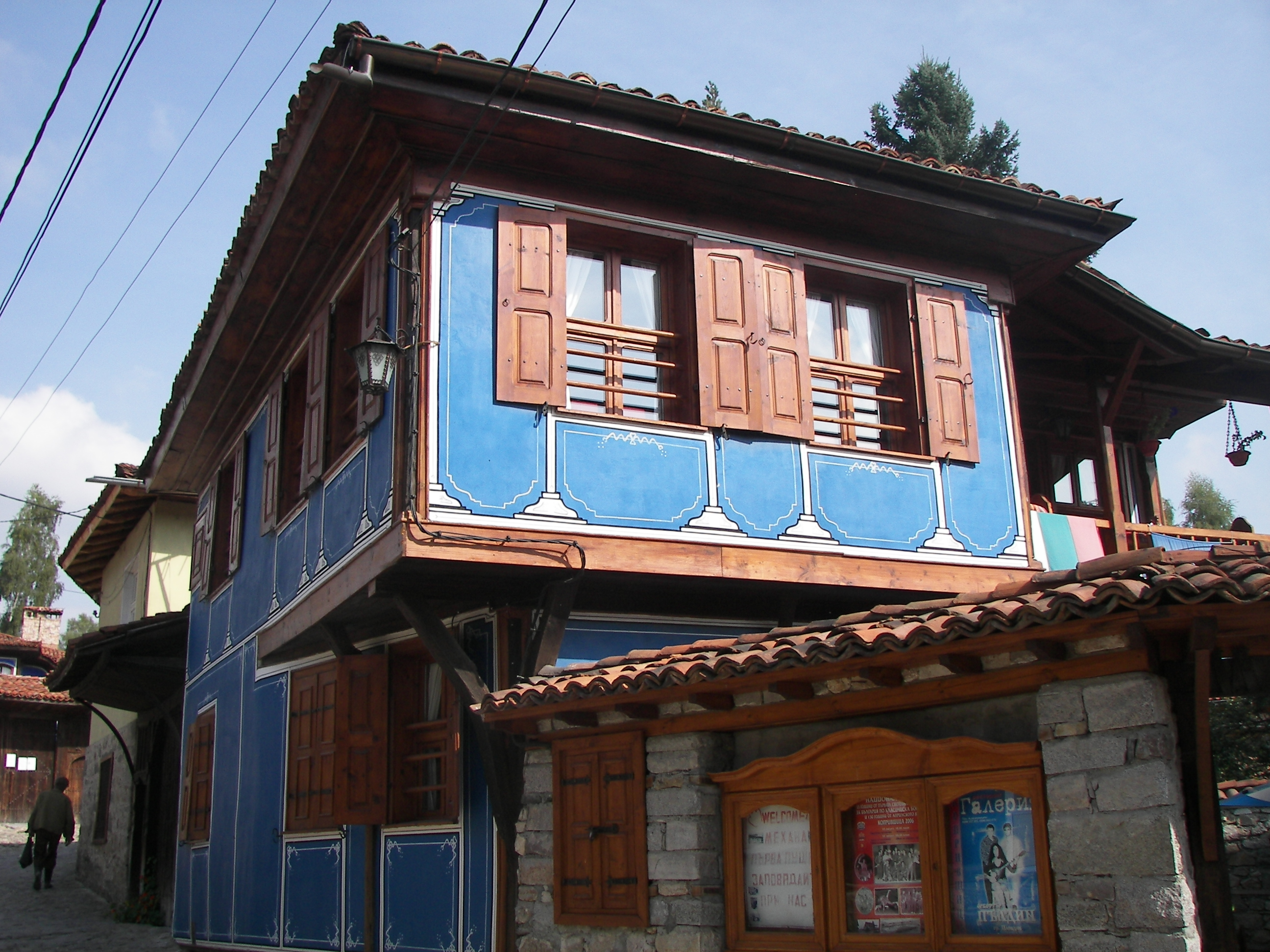
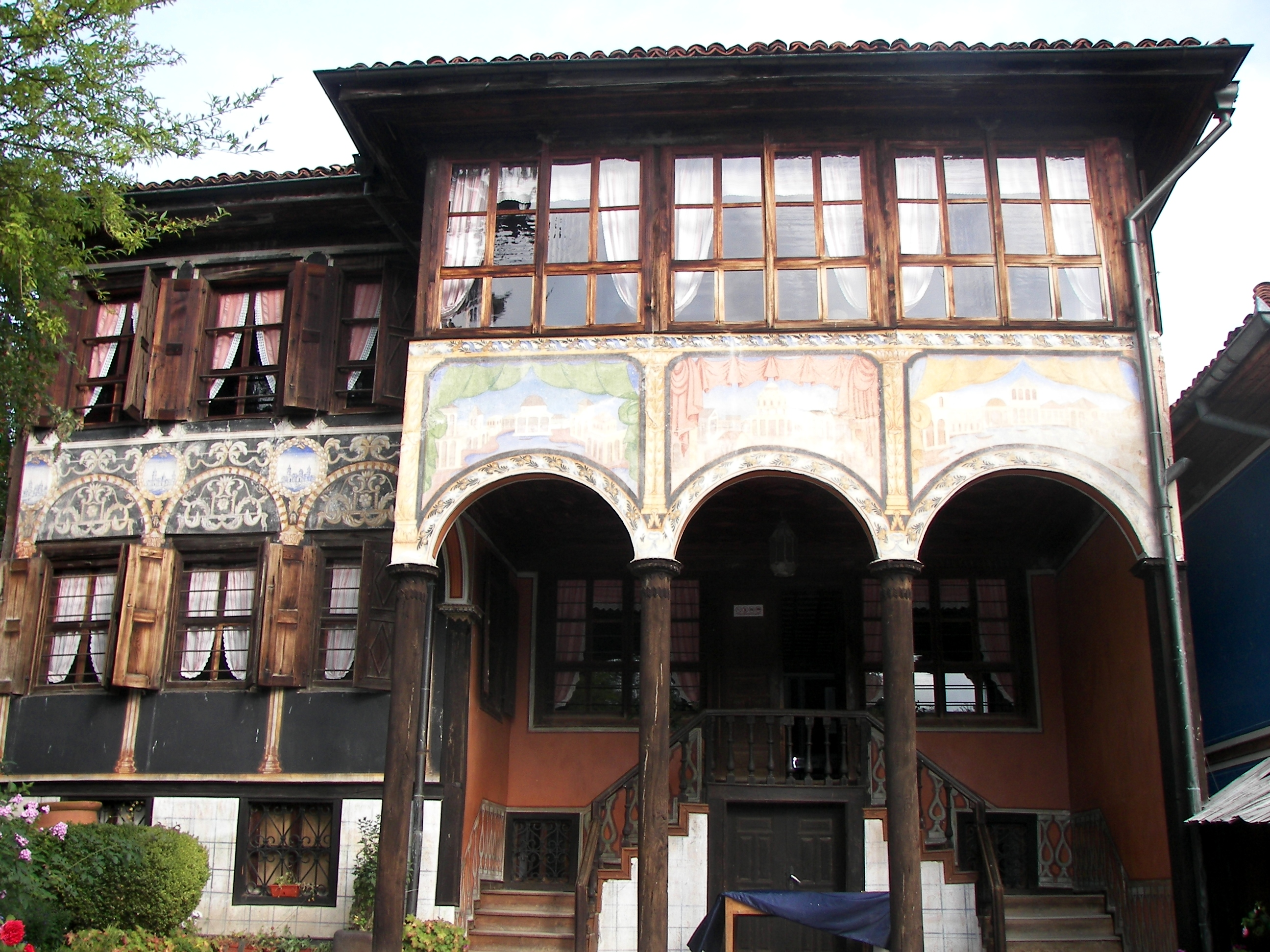
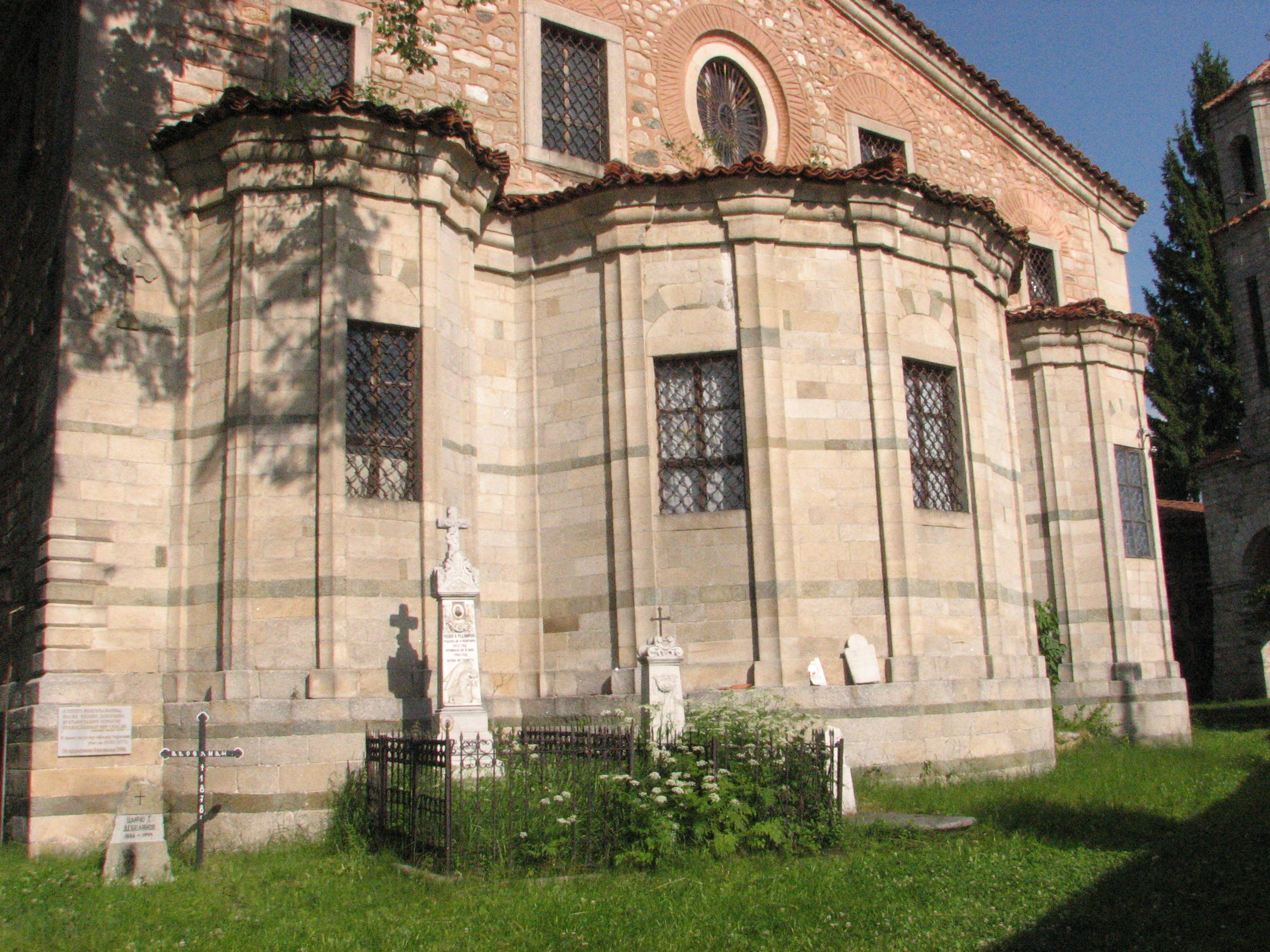